# Quimera Tour
Quimera Tour es la primera gira nacional de conciertos de la cantautora, compositora y artista plástica española Alba Reche.  La gira dio comienzo con una doble tanda de conciertos los días 21 de diciembre y 22 de diciembre de 2019 en la ciudad natal de la cantante, Elche, y forma parte de la promoción de su álbum debut, Quimera.  Debido a la pandemia de COVID-19, la última fecha de la gira tuvo lugar en Valencia, el 15 de octubre de 2020.

## Antecedentes
Alba Reche anunciaba, en noviembre de 2019, a través de sus redes sociales que durante el final del año 2019 y 2020 haría su primera gira nacional en solitario, llamada Quimera Tour, para presentar su primer álbum en distintas ciudades. Una semana después de su anuncio, el 8 de noviembre de 2020, salieron a la venta las entradas de la gira. 
Debido a la pandemia del COVID-19, los últimos conciertos de la gira fueron reubicados en cuatro nuevas fechas en el último trimestre del año 2020.

## Repertorio
En la gira, Alba Reche interpreta todas las canciones que componen su álbum debut, Quimera, además de diversas covers y varias canciones que ya interpretó durante su paso por la décima edición del concurso de Operación Triunfo, OT 2018.
El repertorio de canciones está compuesto por las canciones que aparecen en la siguiente lista. Como nota, la lista representa el conjunto de canciones que canta a lo largo de la gira, no representa la playlist de cada concierto en concreto.
1. Quimera
2. Caronte
3. Asteria
4. Aura
5. Niña
6. Lux
7. Hestia
8. Inanna
9. Eco
10. Medusa
11. Ares
12. Somebody Else
13. Honey
14. She Used To Be Mine
15. Rata de Dos Patas
16. La Llorona
17. Jealous
18. Sargento de Hierro

## Fechas
En el siguiente cuadro se incluye la lista de conciertos especificando la fecha de presentación, ciudad, país, recinto y aforo del mismo (en referencia a los aforos: se estiman los aforos máximos por la información disponible en Internet, especificando el aforo nominal y estimando las entradas vendidas del espectáculo). 
| Fecha                    | Ciudad                 | País   | Recinto       | Aforo y entradas vendidas |
| ------------------------ | ---------------------- | ------ | ------------- | ------------------------- |
| 21 de diciembre de 2019  | Elche                  | España | Gran Teatro   | 779/779 (Sold out)        |
| 22 de diciembre de 2019  | Elche                  | España | Gran Teatro   | 779/779 (Sold out)        |
| 17 de enero de 2020      | Murcia                 | España | Sala Rem      | 600/600 (Sold out)        |
| 24 de enero de 2020      | Bilbao                 | España | Stage Live    | 750/750 (Sold out)        |
| 31 de enero de 2021      | Barcelona              | España | Sala Bikini   | 660/660 (Sold out)        |
| 1 de febrero de 2020     | Madrid                 | España | Sala MON      | 800/800 (Sold out)        |
| 8 de febrero de 2020     | Santiago de Compostela | España | Sala Capitol  | 800/800 (Sold out)        |
| 14 de febrero de 2020    | Alicante               | España | The One       | 960/960 (Sold out)        |
| 21 de febrero de 2020    | Sevilla                | España | Sala Custom   | 700/700 (Sold out)        |
| 6 de marzo de 2020       | Pamplona               | España | Sala Totem    | 1000/1000 (Sold out)      |
| 25 de septiembre de 2020 | Málaga                 | España | Sala Paris 15 | Cancelado                 |
| 3 de octubre de 2020     | Gijón                  | España | Acapulco      | 800/800 (Sold out)        |
| 15 de octubre de 2020    | Valencia               | España | Marina Sur    | 950/950 (Sold out)        |
| 12 de noviembre de 2020  | Madrid                 | España | Sala But      | Cancelado                 |

| Fecha                    | Ciudad                | País   | Festival                | Recinto                  |
| ------------------------ | --------------------- | ------ | ----------------------- | ------------------------ |
| 26 de julio de 2020      | Barcelona             | España | Cruïlla XXS             | Anella Olímpica          |
| 6 de agosto de 2020      | Murcia                | España | Murcia On               | Plaza de Toros           |
| 21 de agosto de 2020     | Sanlúcar de Barrameda | España | Conciertos Bajo La Luna | Teatro Municipal         |
| 26 de agosto de 2020     | Avilés                | España | Programación Cultural   | Centro Niemeyer          |
| 4 de septiembre de 2020  | Huelva                | España | Cabaret Festival        | Plaza de Toros La Merced |
| 5 de septiembre de 2020  | Mairena del Aljarafe  | España | Cabaret Festival        | Centro Hípico            |
| 14 de septiembre de 2020 | Granada               | España | Cabaret Festival        | Palacio de Congresos     |
| 19 de septiembre de 2020 | Torrevieja            | España | Música & Sal            | Parque Antonio Soria     |